# Jacques Dumas (plongeur)
Pour les articles homonymes, voir Dumas. Pour les autres personnes portant ce nom, voir Jacques Dumas.
Jacques Dumas fut le président de la Fédération française d'études et de sports sous-marins (FFESSM) de 1965 à 1968 et de 1972 à 1977.
Il a écrit Fortune de mer après la découverte d'une épave à l'Ile Maurice. Elle faisait partie d'une escadre dirigée par l'amiral hollandais Pieter Both.
Jacques est mort le 22 mars 1985 à Agadir au Maroc.

## Biographie
Il est Moniteur Fédéral 2e degré (MF 2) avec le numéro 34 et Instructeur national de la Commission Île-de-France/Picardie.
Il existe, en son honneur, un trophée Jacques Dumas d'orientation subaquatique.